# Ivan Kolarić
Ivan M. Kolarić (rođen 1952. godine u Klenju, kod Bogatića) redovni je profesor filozofije i logike i bivši dekan Filološko-umetničkog fakulteta u Kragujevcu.

## Biografija
Ivan Kolarić je rođen 1952. godine u Klenju, kod Bogatića. Maturirao je gimnaziju u Loznici. Diplomirao je, magistrirao i doktorirao na Filozofskom fakultetu u Beogradu. Jedno vreme bio je gimnazijski profesor u Krupnju (Rađevina). Zatim je bio profesor Filozofije sa etikom i Masovnih komunikacija, kao i šef Katedre za filozofiju i sociologiju na Učiteljskom fakultetu u Užicu. Takođe, bio je saradnik i profesor po pozivu za Filozofiju sa etikom na Učiteljskom fakultetu u Beogradu i na Višoj vaspitačkoj školi u Kruševcu. Radio je na više univerziteta u Srbiji i regionu kao redovni ili gostujući profesor, univerzitet u Kragujevcu, Srpskom Sarajevu i Beogradu. Predavao je na predmetima Filozofija sa etikom, Logika sa metodologijom, Savremene filozofije, Masovne komunikacije.
Na Filološko-umetničkom fakultetu u Kragujevcu predaje od 2009. godine kao profesor filozofije i estetike. 2012. godine postaje Dekan fakulteta na jedinstveni predlog sva tri odseka ( filologija, slikarstvo i muzika).
Bio je mentor pri izradi više magistarskih i doktorskih teza iz filozofije.
Najveći deo vremena boravi u Užicu i na Zlatiboru.
Ivan Kolarić je publikovao preko 300 stručnih i naučnih radova (rasprava, studija, eseja, feljtona, prikaza i članaka) iz filozofije, logike, sociologije, komunikologije, pedagogije, psihologije i književnosti - u renomiranim domaćim i stranim listovima i časopisima. Mnogi stručni i književni Kolarićevi radovi su nagrađivani, kao i prevođeni (ili se prevode) na: engleski, nemački, francuski, ruski, japanski, indijski, poljski, slovenački, makedonski i grčki jezik.
Posebno je značajan doprinos prof. dr Kolarića pedagoškoj filozofiji. Autor je više izdanja cenjenih univerzitetskih i gimnazijskih udžbenika i priručnika. Više od dve decenije, u okviru podlistka Prosvetnog pregleda Pedagoška praksa (glasila prosvetnih radnika Srbije i Republike Srpske) vodi stručno i didaktičko-metodičko usavršavanje nastavnika društveno-istorijskih nauka nauka.

## Bibliografija Ivana Kolarića

### Filozofski udžbenici i leksikoni
- „Филозофија”, времеплов мудрољубља, Београд, Бања Лука, (1998, 2017).
- „Filozofska hrestomatija”, (2000).
- „Филозофско-теолошки лексикон”, (2000).
- „Логика”, (2002).

### Филозофске студије
- „Кристали осмишљавања”, Београд, (1996).

### Proza i eseji
- Дар реке Дрине, збирка кратких прича, 1991.
- Свети Сава Српски, харизма и мит, монографија, 1991.

Autor je i prvog edukativnog CD-a iz Filozofije u Jugoslaviji.
Uskoro treba da se publikuje Kolarićeva zbirka haikua Vreme trešanja i zbirka od 111 haibuna Srpski koloplet.

## Spoljašnje veze
- Ivan Kolarić
- Ivan Kolarić novi dekan FILUM-a
- Kolarić novi dekan